# Antarcticaetos
Antarcticaetos is een monotypisch mosdiertjesgeslacht uit de familie van de Romancheinidae en de orde Cheilostomatida. De wetenschappelijke naam ervan is in 1988 voor het eerst geldig gepubliceerd door Hayward & Thorpe.

## Soort
- Antarcticaetos bubeccata (Rogick, 1955)